# Ayamonte
Ayamonte er en by og kommune i det sydvestlige Spanien i provinsen Huelva. Den har et indbyggertal på 21.622 (2024) indbyggere.
Kommunen ligger på grænsen til Portugal.